# Pataliputra

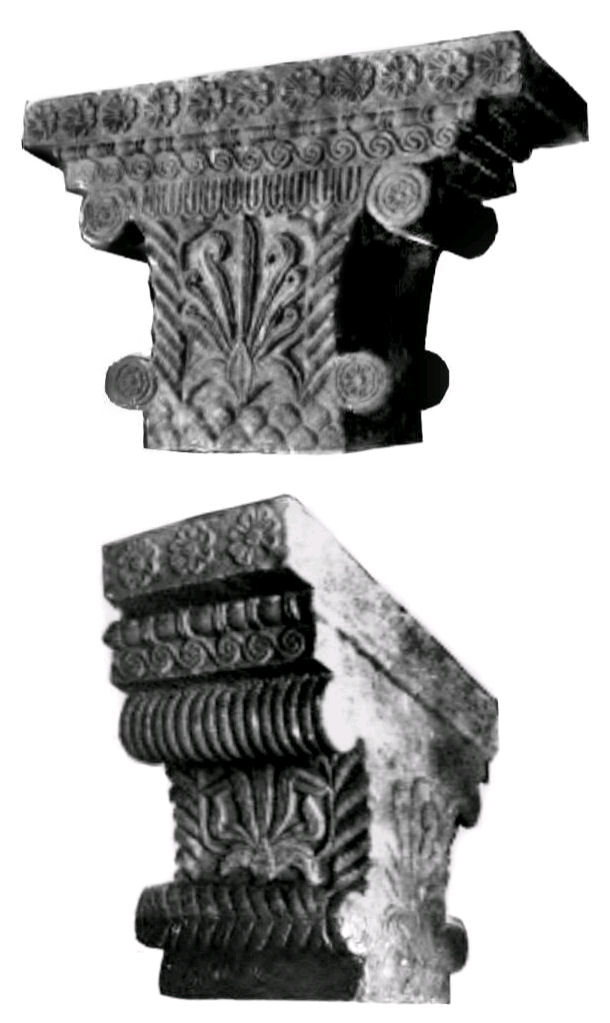
Chapiteau massif daté du montrant une influence greco-perse.

Pataliputra (पाटलिपुत्र, Pāṭaliputra) est une ancienne capitale de l'Inde, située à proximité de la ville moderne de Patna. Elle est fondée par Ajatashatru, roi du Magadha, en  490 av. J.-C. : c'est alors un petit fort sur les rives du Gange, du nom de Pataligrama.

## Recherche archéologiques
De nombreuses recherches archéologiques ont été réalisées à Pataliputra, en particulier à la fin du XIXe siècle et au début du XXe siècle sous l'impulsion des Britanniques. De grandes fortifications sont mises au jour ainsi que des colonnes à la surface lisse, rappelant les Piliers d'Ashoka. Des fragments architecturaux ainsi qu'un chapiteau massif datés du IIIe siècle av. J.-C. sont en revanche évocateurs d'une forte influence greco-perse au regard des motifs décoratifs utilisés. Ce chapiteau rappelle l'ordre ionique hellénistique et est comparable au Chapiteau de Sarnath.

## Période Maurya (IIIe–IIesièclesav. J.-C.)
Pataliputra est devenue au IIIe siècle av. J.-C. la capitale de l'Empire Maurya, période pendant laquelle elle reçoit la visite de l'ambassadeur grec Mégasthène qui en fait une description élogieuse. À la fin de l'empire Maurya, Pataliputra a été détruite par le feu, aux environs de 150 av. J.-C.. Il pourrait s'agir d'une conséquence de l'invasion des Indo-Grecs contre l'Empire Sunga nouvellement formé.

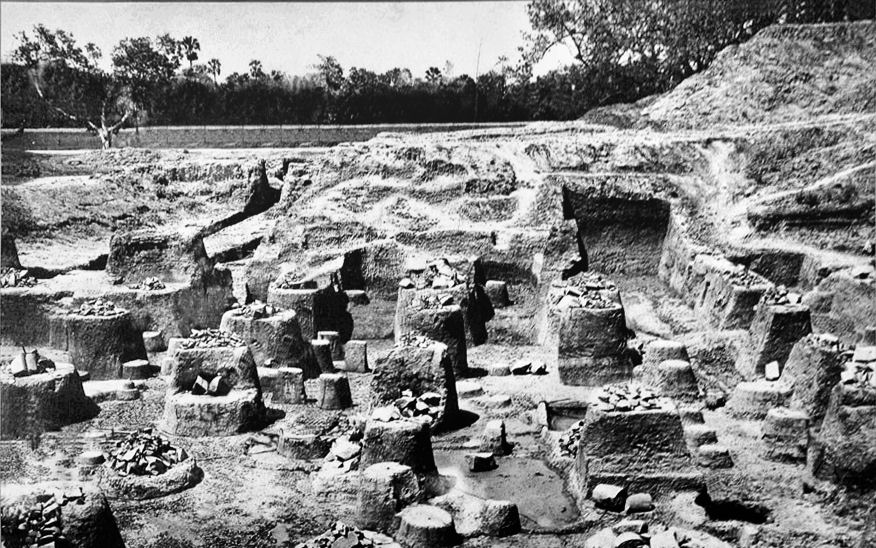
Ruines Maurya.
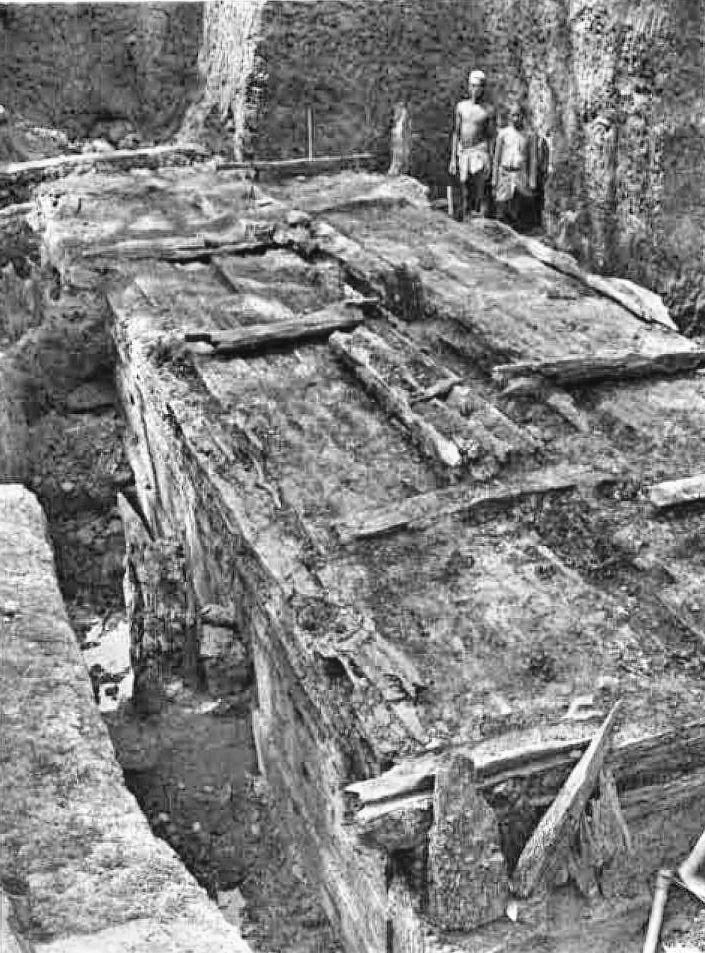
Plateformes en bois.
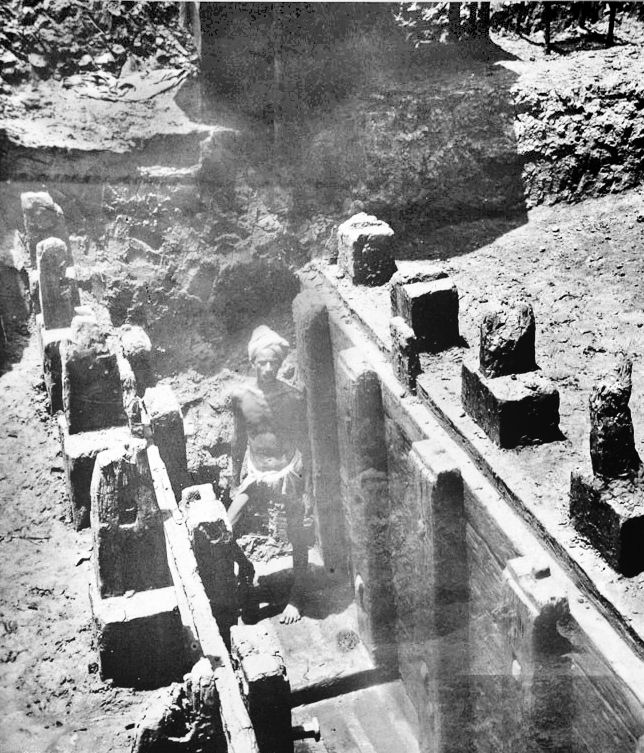
Palissades en bois.
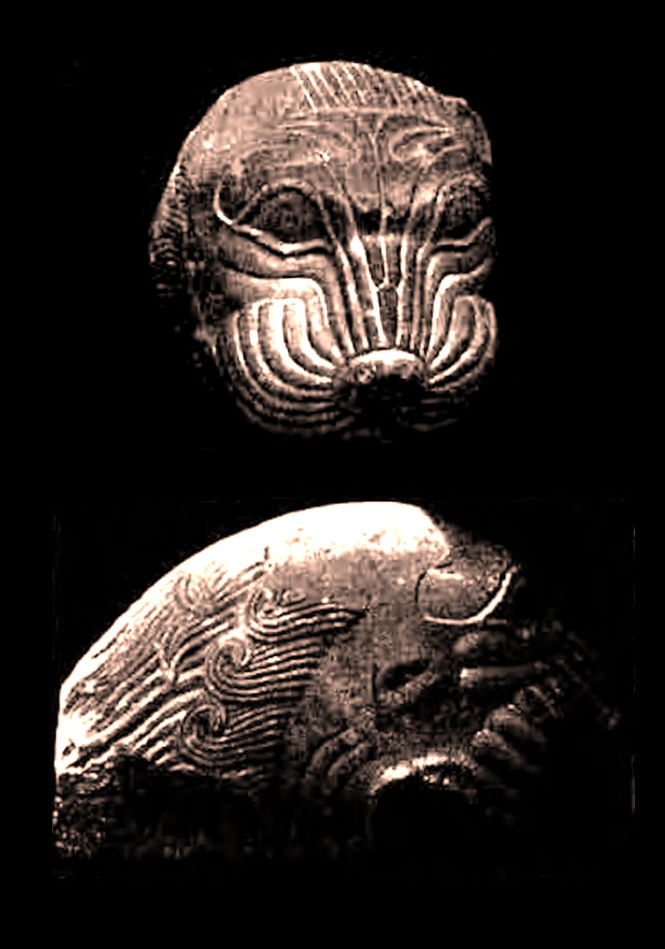
Le Lion de Masarh, IIIe siècle av. J.-C.
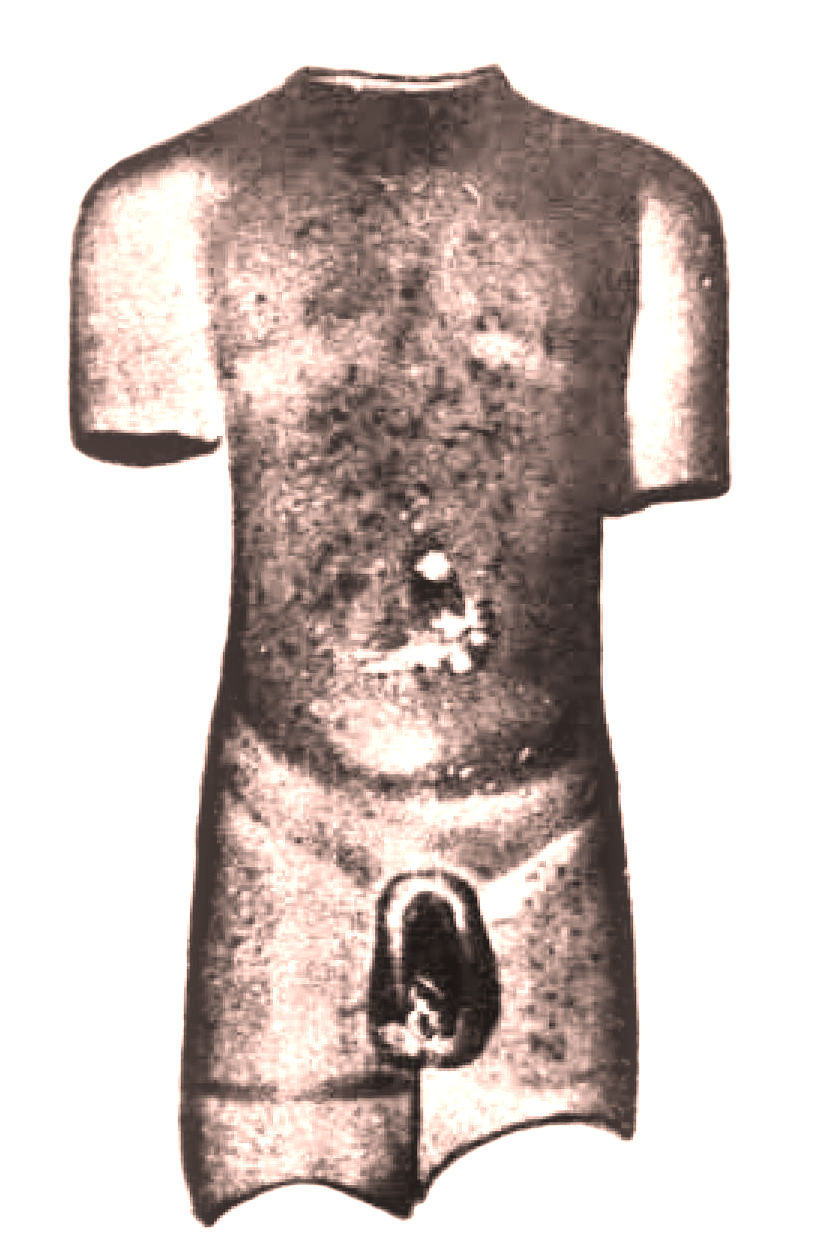
Le torse de Lohanipur.
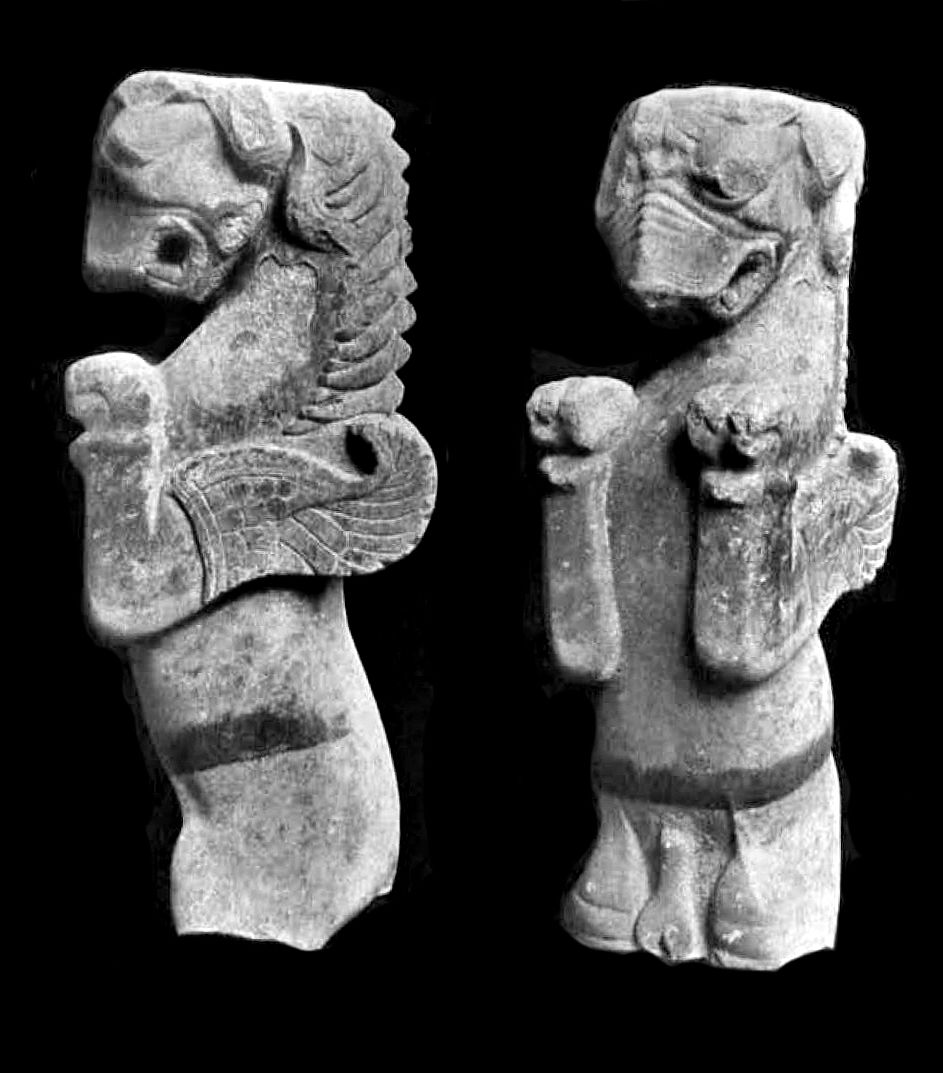
Griffon de Pataliputra.
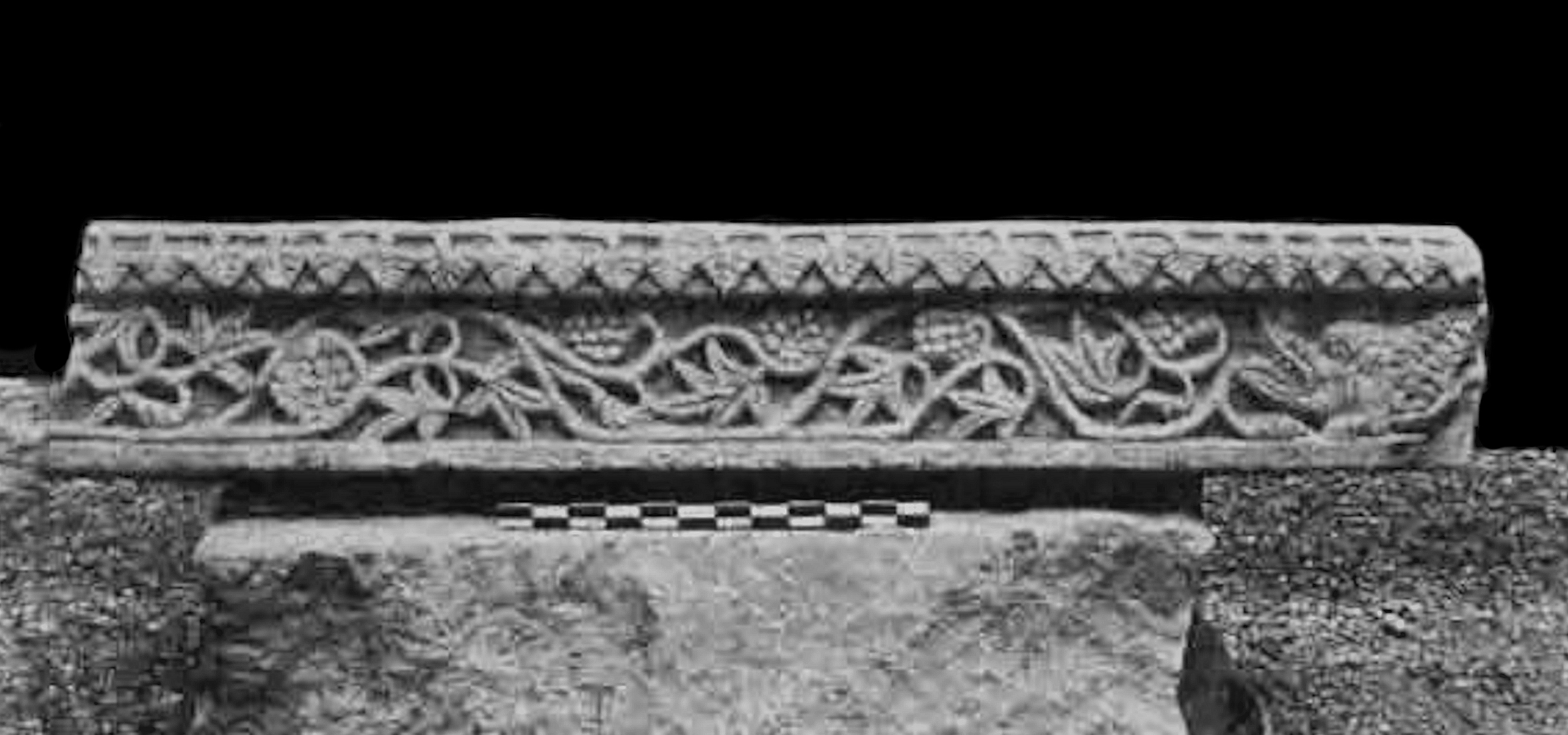
Entrelacements de vignes et grappes (un rinceau d'influence hellénistique).
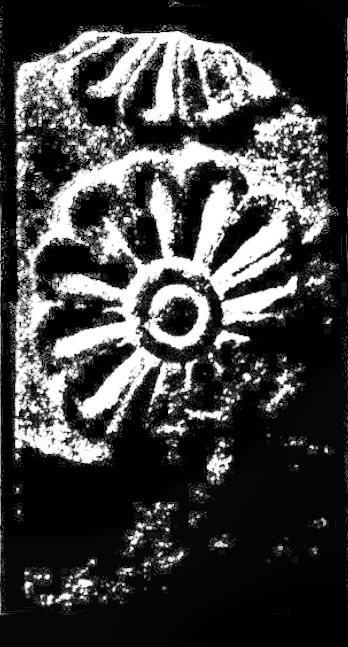
Motifs de Lotus.
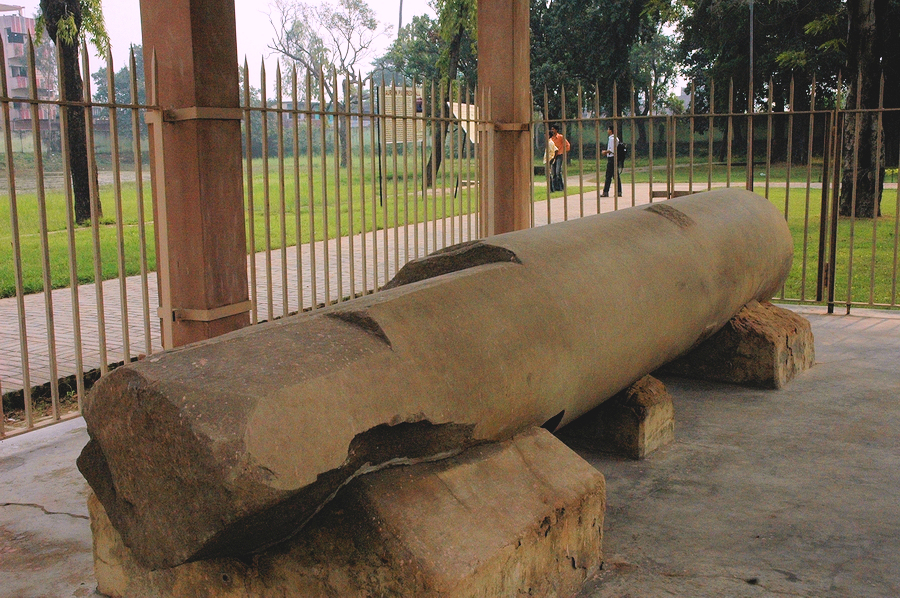
Piliers lisses à Pataliputra.
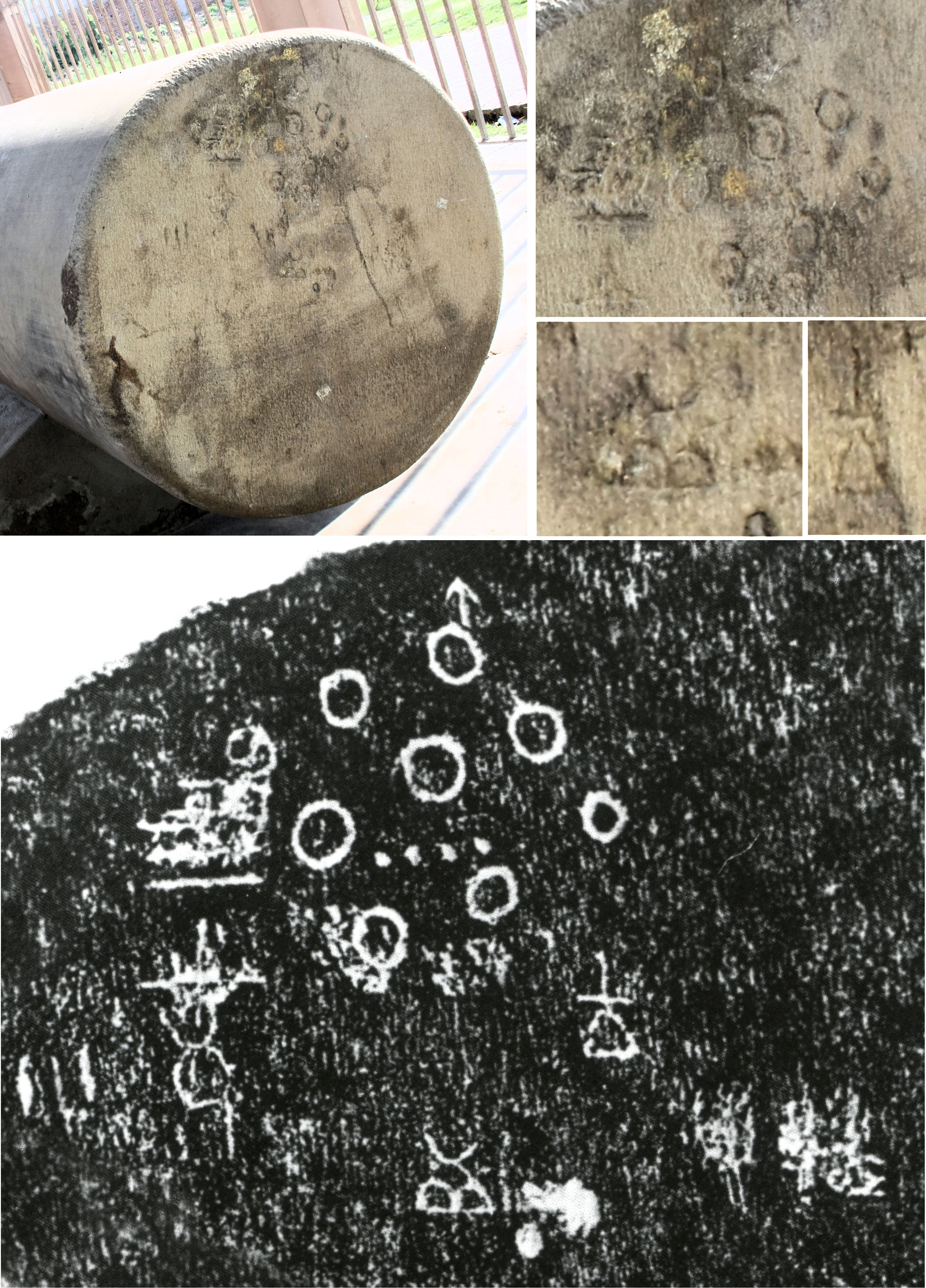
Marques de maçon sur la base d'un des piliers[5].

## Période Sunga (IIesiècleav. J.-C.-)
Diverses sculptures de l'époque Sunga ont été retrouvées, ainsi que des barrières de pierre décorées de bas-reliefs bouddhiques, mais dans des strates postérieures aux traces de destruction de Pataliputra par le feu.

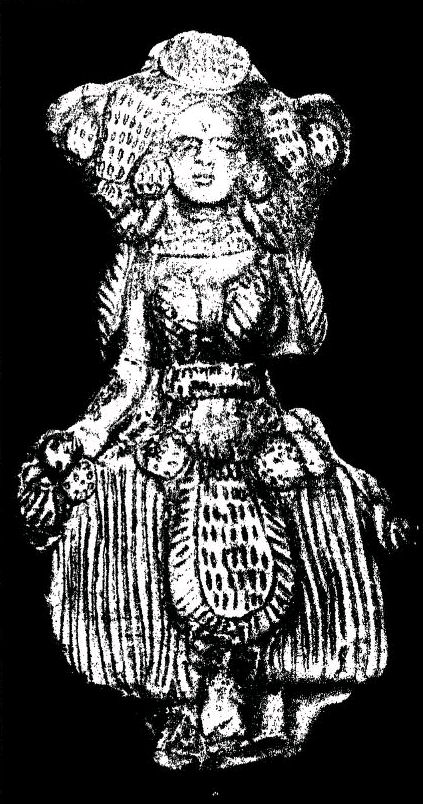
Figurine de terre cuite.
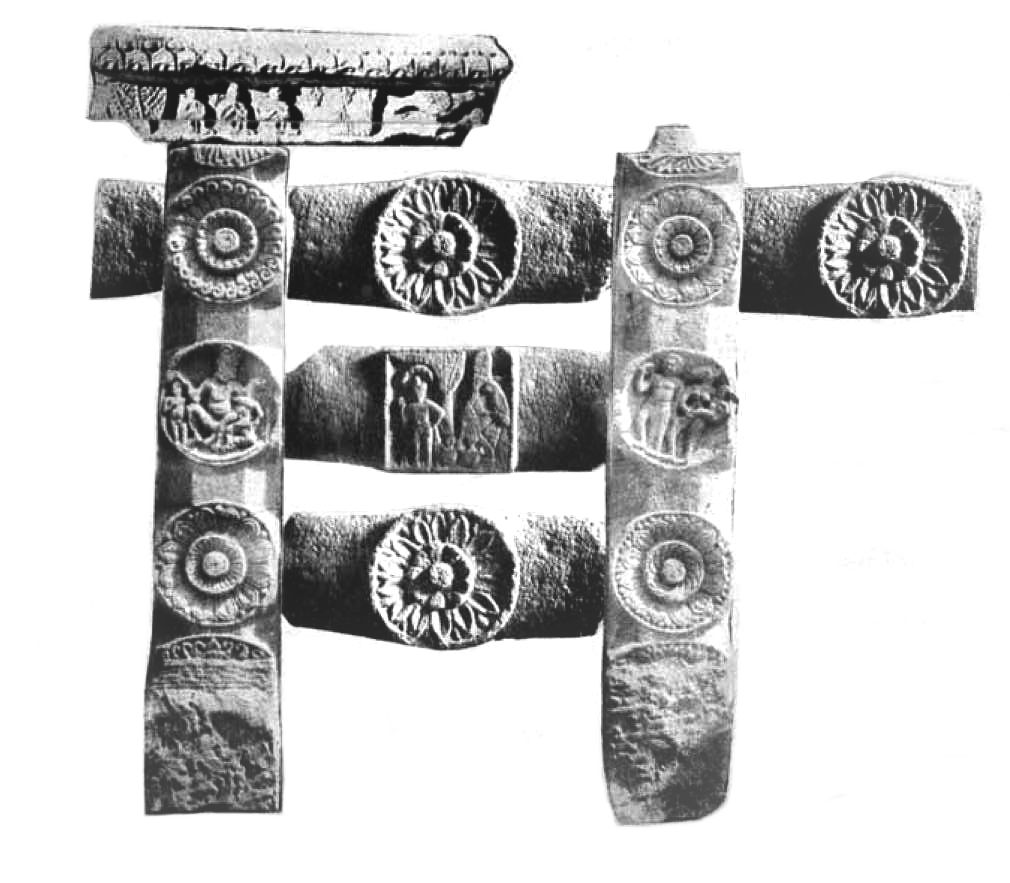
Barrière de pierre à motifs bouddhiques.
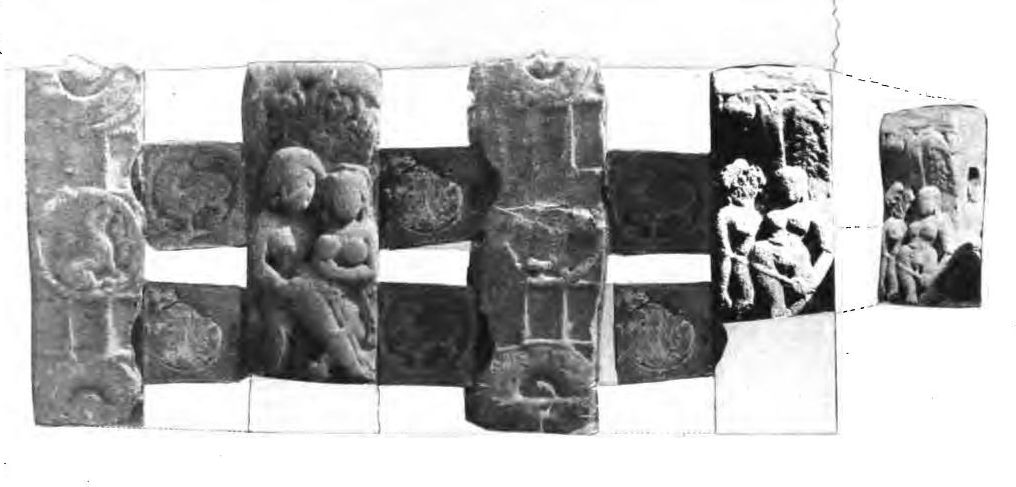
Barrière de pierre.